# Hans Kopfermann
Hans Kopfermann (26 avril 1895, à Breckenheim - le 28 janvier 1963 à Heidelberg) est un physicien allemand, ayant travaillé en physique nucléaire et en spectroscopie.

## Carrière
Il travaille au Kaiser-Wilhelm Institut für Physik et aux recherches atomiques sous le régime nazi.
Il est professeur à l'université Christian Albrecht de Kiel de 1937 à 1942. Là il est le principal participant à un événement organisé par Wolfgang Finkelnburg, le Münchner Religionsgespräche («Colloque de Munich»), qui marque la fin du mouvement de la Deutsche Physik.
C'est l'un des signataires du Manifeste des 18 de Göttingen.

## Publications partielles
- Hans Kopfermann and Rudolf Ladenburg Untersuchungen über die anomale Dispersion angeregter Gase II Teil. Anomale Dispersion in angeregtem Neon Einfluß von Strom und Druck, Bildung und Vernichtung angeregter Atome, Zeitschrift für Physik Volume 48, Numbers 1-2, 26-50 (1928). Reçu le 17 décembre 1927.
- Rudolf Landenburg and Hans Kopfermann Experimenteller Nachweis der negativen Dispersion, Z. Phys. Chemie Abt. A Volume 139, 375–385 (1928)

## Livres
- Hans Kopfermann Kernmomente (Akademische Verl., 1940, 1956, and Academic Press, 1958)
- Hans Kopfermann Physics of the electron shells (The American FIAT review of German science, 1939-1945, Volume 12) (Office of Military Government for Germany Field Information Agencies, Technical, 1948)[1]
- Hans Kopfermann Physik der Elektronenhüllen (Verl. Chemie, 1953)
- Hans Kopfermann Über optisches Pumpen an Gasen (Springer, 1960)